# Bleigny-le-Carreau
Bleigny-le-Carreau es una localidad y comuna francesa situada en la región de Borgoña, departamento de Yonne, en el distrito de Auxerre y cantón de Auxerre-Est.

## Demografía
| 359 | 424 | 407 | 412 | 428 | 431 | 423 | 434 | 402 | 394 | 391 | 392 | 392 | 362 | 359 | 337 | 320 | 315 | 316 | 311 | 261 | 248 | 230 | 231 | 216 | 176 | 169 | 174 | 232 | 232 | 232 | 237 | 317 |
| Para los censos de 1962 a 1999 la población legal corresponde a la población sin duplicidades (Fuente: INSEE [Consultar]) |     |     |     |     |     |     |     |     |     |     |     |     |     |     |     |     |     |     |     |     |     |     |     |     |     |     |     |     |     |     |     |     |